# Musée canadien de la guerre
Le musée canadien de la guerre (MCG) (en anglais : Canadian War Museum) est le musée national d’histoire militaire du Canada. Il est situé à Ottawa sur les plaines Lebreton.
Il couvre tous les aspects du passé militaire du pays, depuis les premiers cas attestés de morts par violence armée dans l’histoire du pays, il y a de cela plusieurs milliers d’années, jusqu’aux conflits les plus récents auquel le pays a participé. Il présente de grandes expositions permanentes sur les guerres menées en sol canadien, sur les guerres totales du XXe siècle, sur la guerre froide et les opérations de maintien de la paix à l’étranger, et sur l’histoire de la reconnaissance, d’hier à aujourd’hui. Le Musée dispose aussi d’une réserve ouverte où sont exposés de gros objets de sa collection tels que des canons navals, des chars d’assaut, des motocyclettes et un avion à réaction. Les expositions illustrent le passé militaire du Canada dans ses dimensions individuelles, nationales et internationales, avec une insistance particulière sur l’expérience humaine de la guerre et sur la manière dont la guerre a marqué le Canada et été marquée par la participation de Canadiens.
Une large partie des espaces publics d’exposition est consacrée aux galeries sur le Canada et les conflits qui constituent l’essentiel des expositions permanentes. Ces présentations soulignent les répercussions profondes qu’a eues la guerre sur l’évolution du Canada, et le rôle marquant que les Canadiens ont joué dans les conflits internationaux. Le contenu de ces galeries est un riche mélange de quelque 2 500 objets, allant d’œuvres d’art inspirées par la guerre à des véhicules blindés, de très nombreux documents audiovisuels et de multiples activités demandant la participation des visiteurs. Un programme sans cesse renouvelé d’expositions temporaires ou spéciales, d’activités publiques et d’évènements spéciaux complète l’expérience offerte dans les galeries permanentes.
Le MCG héberge également le Centre de recherche sur l’histoire militaire, une installation de pointe pour la recherche en bibliothèque et archives, et une vaste collection de quelque 500 000 artefacts comprenant des uniformes, des médailles, des armes, des œuvres d’art inspirées par la guerre, des aéronefs, des véhicules militaires et des
pièces d’artillerie.
Les origines du MCG remontent à l’année 1880. L’édifice actuel, qui a ouvert en mai 2005, est situé à moins de 2 km à l’ouest des édifices du Parlement canadien. L’architecture de cet édifice a suscité les plus grands éloges aussi bien des professionnels que du public[réf. nécessaire]. Le MCG fait partie de la Société du Musée canadien des civilisations qui englobe également le Musée canadien de l'histoire, le Musée canadien des enfants, le Musée canadien de la poste et le Musée virtuel de la Nouvelle-France.

## Histoire
Le Musée canadien de la guerre occupait précédemment un édifice situé au 330 de la promenade Sussex à Ottawa, à proximité du Musée des beaux-arts du Canada, édifice qui abrite maintenant le Centre mondial du pluralisme.
Les origines du musée remontent à l’année 1880, quand une collection d’objets militaires appartenant au gouvernement fédéral du Canada a été organisée par des officiers de milice de la garnison d’Ottawa. Le musée occupait alors plusieurs pièces du Manège militaire du carré Cartier. La collection a ensuite été intégrée aux Archives publiques du Canada. Le musée canadien de la guerre a été officiellement fondé en 1942. La collection d’objets reliés à la guerre a eu droit à ses propres installations en 1967, quand elle a emménagé dans l’ancien édifice des Archives publiques, sur la promenade Sussex, à Ottawa. Cet emplacement s’est avéré trop exigu pour la collection d’objets de l’après-guerre, qui ne cessait de s’enrichir et qu’il a fallu éventuellement remiser dans un hangar situé dans l’ouest de la ville, connu sous le nom de maison Vimy.

## Le nouvel édifice
Dans les années 1990, le gouvernement fédéral a envisagé de déplacer le Musée de la guerre sur un nouveau site, dans l’Est de la ville, près du Musée de l’aviation. Ce choix ayant été critiqué à cause de son éloignement du cœur de la ville, un site plus en évidence, au bord de la rivière des Outaouais a finalement été retenu sur les plaines LeBreton, juste à l’ouest de la colline du Parlement. Ce nouvel emplacement permettait aussi des défilés solennels entre le monument commémoratif de la guerre et le nouveau musée et se trouvait dans un quartier dont s’amorçait la revitalisation.
Le nouveau bâtiment, dessiné en collaboration par les cabinets Moriyama & Teshima Architects de Toronto et Griffiths Rankin Cook Architects d’Ottawa, a ouvert ses portes le 8 mai 2005, à l’occasion du 60e anniversaire de la fin de la Seconde Guerre mondiale en Europe, ou jour de la Victoire en Europe. Résolument moderne, il émerge du sol juste à l’ouest de la rue Booth et se relève progressivement du côté est, le plus proche de la Colline du Parlement. Ses murs et son toit de béton texturé rappellent les bunkers, tandis que la partie végétalisée de son toit est conforme à la fois au thème de la régénération adopté pour le musée et à sa conception écologique. À l’est, le bâtiment s’élève en une sorte de grand aileron recouvert de cuivre qui s’harmonise aux toitures d’autres bâtiments publics importants de la capitale. Sur cet aileron, de petites lucarnes épèlent en code morse les mots "Lest we forget" (en anglais) et N'oublions jamais (en français). Le cuivre utilisé à l’intérieur du bâtiment a été récupéré lors de la réfection, en 2004, de la couverture de la bibliothèque du Parlement.

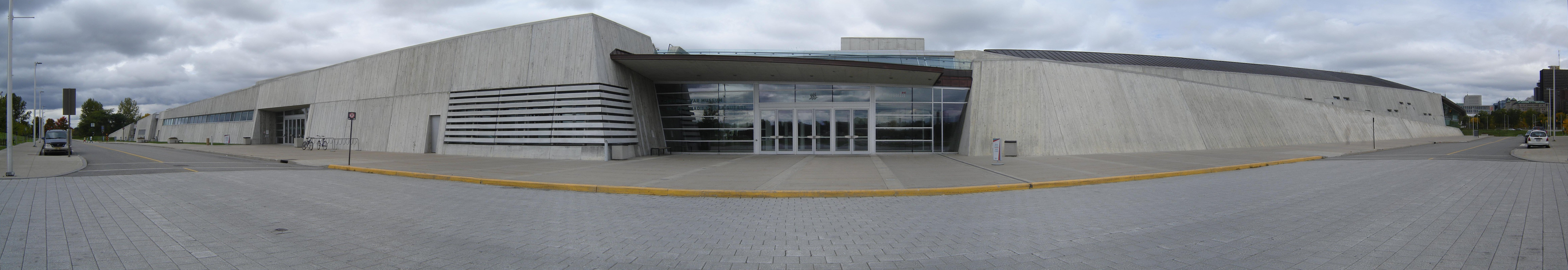
Vue de sud (panorama cylindrique de 180°)

## Les galeries permanentes
Le Musée canadien de la guerre possède plusieurs galeries permanentes et d’autres grandes aires d’exposition.

### Champs de bataille – Les guerres au pays, des débuts à 1885
Cette galerie est consacrée à la guerre en sol canadien et à la manière dont les conflits armés ont infléchi l’évolution du pays et de sa population. On y aborde la guerre chez les Premiers Peuples, les alliances et conflits qui ont marqué les rapports entre les Premiers Peuples et les Européens, et les rivalités impériales qui ont marqué la majeure partie des débuts de l’histoire de l’Amérique du Nord. Cette salle traite également de la guerre de Sept Ans, de la révolution américaine, de la guerre anglo-américaine de 1812 et des conflits de 1870 et 1885 dans l’Ouest canadien.

### Pour la Couronne et la patrie – La guerre d’Afrique du Sud et la Première Guerre mondiale, 1885-1931
Des forces canadiennes ont quitté le pays en 1899, puis encore en 1914, pour participer aux guerres de l’Empire britannique. Cette salle est consacrée à la guerre d’Afrique du Sud et à la Première Guerre mondiale et se termine avec le statut de Westminster (1931) qui a accordé au Canada et aux autres dominions l’autonomie politique au sein de l’Empire. La galerie s’articule autour des batailles et campagnes de ces deux guerres, mais plus spécialement de la guerre de tranchées en France et en Belgique, de 1915 à 1918, et de batailles comme celles de la Somme, de Vimy, de Passchendaele, et de l’offensive des Cent-Jours. Elle traite également du front intérieur, de la guerre maritime et aérienne, de médecine militaire, d’artillerie, du triste sort des ressortissants de pays ennemis, ainsi que de stratégies et de tactiques.

### Trempé dans la guerre – La Seconde Guerre mondiale, 1931-1945

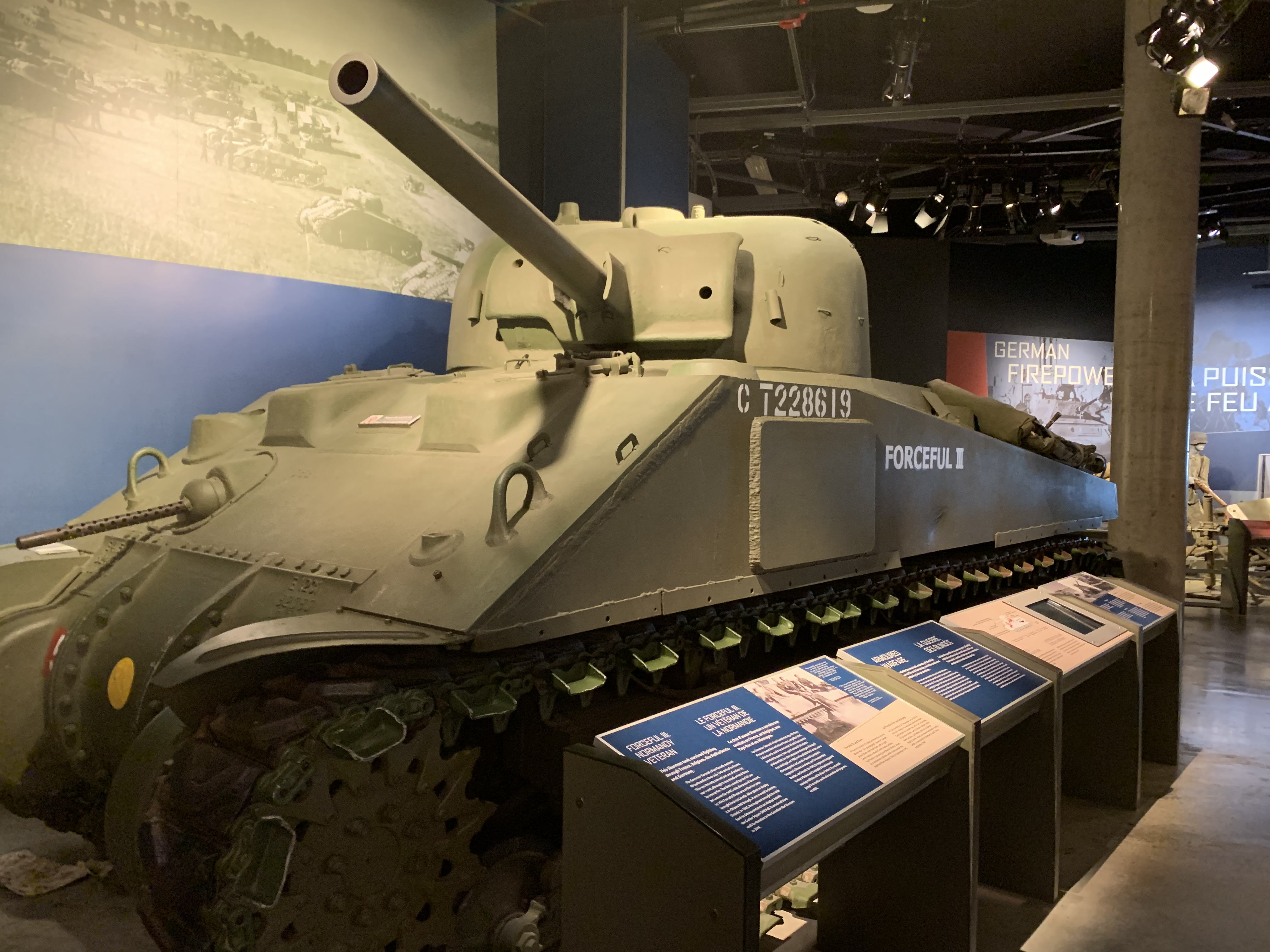
Le Forcefull III, un tank de la Seconde Guerre mondiale, au Musée canadien de la guerre, Ottawa.

Cette galerie s’ouvre sur la montée au pouvoir des dictatures agressives en Allemagne, en Italie et au Japon dans les années 1930 et suit le rôle joué par le Canada dans la guerre mondiale qui en a découlé, jusqu’à sa conclusion en 1945. Les premières présentations portent sur Adolf Hitler, la réponse initiale du Canada sur terre, en mer et dans les airs aux combats en Europe, la coûteuse bataille de l’Atlantique, puis la graduelle mobilisation du front intérieur canadien en vue d’un effort de guerre total. Les présentations suivantes incluent Dieppe, la guerre aérienne, les combats en Italie, en Normandie et aux Pays-Bas et finalement la reddition des puissances de l’Axe et le coût de la guerre. La galerie s’achève avec le retour des soldats à la vie civile.

### Une paix violente – Laguerre froide, le maintien de la paix et les récents conflits, de1945à aujourd’hui
La fin de la Seconde Guerre mondiale a vu le retour à la vie civile de centaines de milliers de militaires canadiens, et presque immédiatement après, le déclenchement de la guerre froide. Cette galerie porte sur les efforts de défense du Canada sur son territoire et à l’étranger, y compris au sein de l’OTAN, du NORAD et des Nations unies, et sur les guerres de Corée, du golfe Persique, du Kosovo et d’Afghanistan. Elle traite également de l’espionnage, de la sécurité intérieure, des libertés civiles et de culture populaire. Le matériel présenté va de bandes dessinées et de jeux de société sur la guerre froide aux signes de paix et à l’histoire d’un prix Nobel de la paix (Lester Pearson). Cette galerie se termine par une section sur les guerres depuis la chute du mur de Berlin en 1989, et par un espace interactif où les visiteurs peuvent laisser leurs propres réflexions sur la guerre, la paix et le Souvenir.

### Le salon d’honneur de la Légion royale canadienne
Cette galerie relate l’histoire du travail de mémoire du Canada, avec une présentation multimédias d’objets et de récits allant des traditions orales des Premiers Peuples aux dates commémoratives contemporaines et à des sites Web commémoratifs de simples citoyens. On y présente des honneurs militaires, des certificats de service, des œuvres d’art inspirées par la guerre, des coquelicots du jour du Souvenir, et d’autres objets matériels par lesquels les Canadiens se souviennent et commémorent leur passé militaire et honorent ceux qui ont servi leur pays. L’un des objets phares de cette galerie est la maquette originale en plâtre du Monument commémoratif de guerre du Canada qui se dresse au centre-ville d’Ottawa et au pied duquel se déroule chaque année le service religieux national du jour du Souvenir.

### La galerie LeBreton
La galerie LeBreton, vue ici du sud, contient des rangées de chars d’assaut et de véhicules et un avion à réaction Voodoo CF-101. La mezzanine, visible dans l’angle supérieur gauche, contient les galeries sur le Canada et les conflits, la grande exposition permanente du Musée.
La polyvalente galerie LeBreton permet la présentation massive de pièces de grandes dimensions et offre un vaste espace très utilisé pour des activités publiques, des évènements spéciaux et des occasions privées. Les artefacts exposés comptent des pièces d’artillerie, des aéronefs, des véhicules blindés et non blindés et des armes navales. Au nombre des plus intéressantes se trouvent un canon automoteur Howitzer M109, un véhicule de combat d’infanterie est-allemand BMP, une pièce d’artillerie à chenilles datant de la Première Guerre mondiale, un char Chieftain britannique, un chasseur de char allemand Jagdpanzer IV, un M3 Lee, un char Panzer V Panther entièrement restauré, un Panzer II, un char Leopard, des projecteurs, des motocyclettes rares, la voiture d’état-major du maréchal Alexander, une jeep canadienne Iltist d’autres véhicules ayant servi dans les Balkans dans les années 1990, un sous-marin de poche Molch] des mines sous-marines, un char T-34 russe, un char Valentine retrouvé dans un marécage en 1990[5], une chenillette italienne L3/35, et une station météorologique automatisée WFL Kurt, implantée par un sous-marin allemand sur la côte du Labrador dans les années 1940.

### La salle de la Régénération

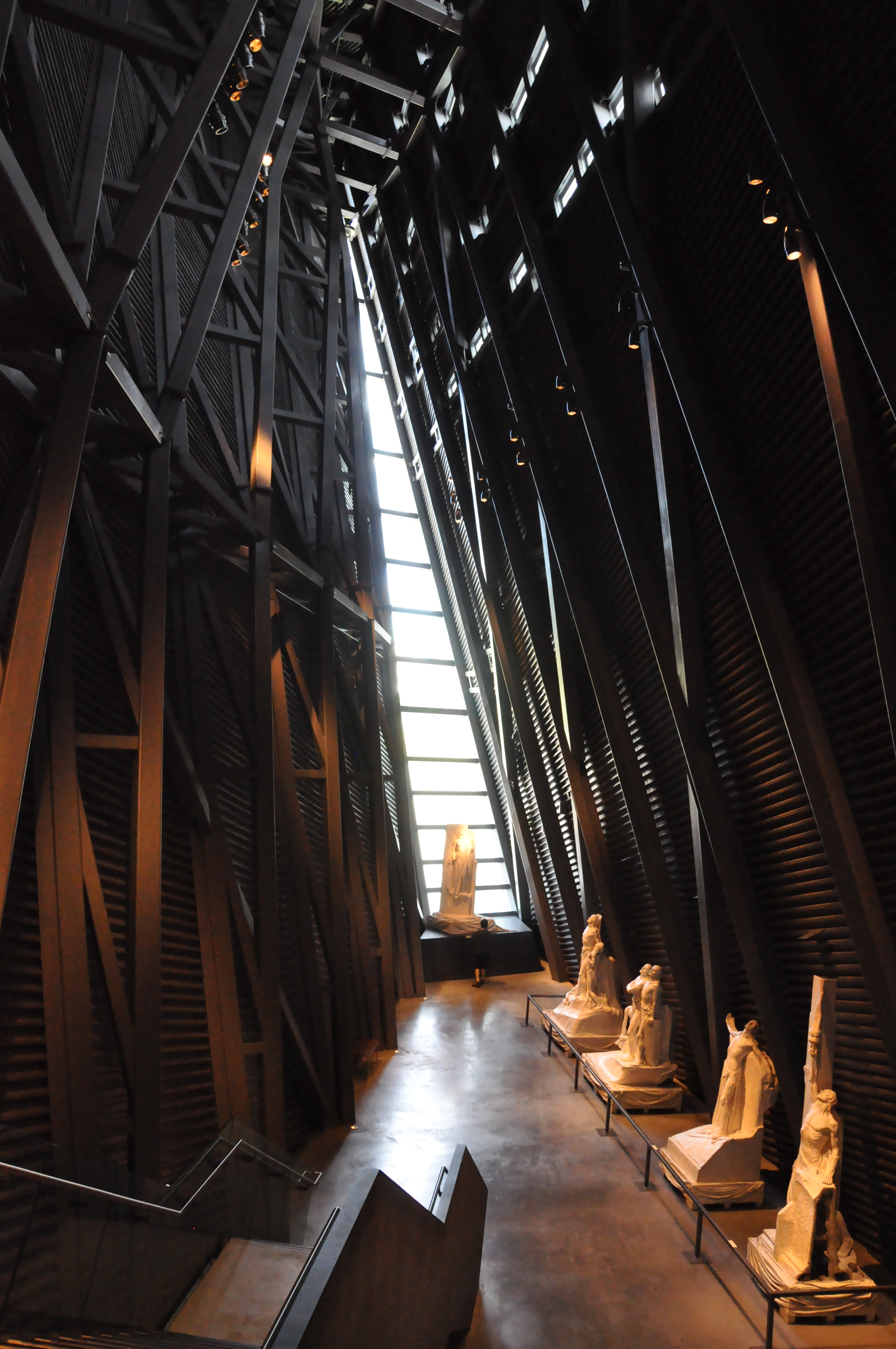
La salle de la Régénération

Dans la salle de la Régénération sont exposées les maquettes en plâtre dont le sculpteur Walter Allward s’est servi pour concevoir le Mémorial de Vimy, à Vimy en France. Les maquettes reposent sur le sol de la structure conçue par l’architecte Raymond Moriyama, qui se dresse telle une cathédrale et encadre précisément la tour de la Paix sur la colline du Parlement. Cette salle se veut un lien affectif entre le passé militaire et le présent politique, entre l’évidence de la guerre et l’espoir de la paix.

### La salle du Souvenir
Située dans le vaste foyer d’entrée du Musée, où l’entrée est libre, la salle du Souvenir est un espace public tranquille réservé au repos et à la réflexion. La pierre tombale du Soldat inconnu de la Première Guerre mondiale est l’unique artefact qui s’y trouve. Le soleil qui pénètre par l’unique fenêtre de la salle illumine directement la pierre tombale chaque année, le 11 novembre, jour du Souvenir, à 11 heures précises, moment où, en 1918, a officiellement pris fin la Grande Guerre.

## Le centre de recherche sur l’histoire militaire
Le Centre de recherche sur l’histoire militaire (CRHM) rassemble en un même lieu la Collection d’archives George-Metcalf et la Bibliothèque Hartland-Molson. Ces deux riches collections nationales de matériel de recherche primaire et secondaire documentent l’histoire militaire du Canada, depuis la période pré-européenne jusqu’à aujourd’hui. La Collection d’archives contient des documents uniques tels que des originaux de lettres, des journaux intimes, des albums de coupures de presse, des cartes, des plans, des enregistrements sonores, des récits sur bandes magnétiques, et 65 000 documents photographiques de tout format. La Bibliothèque compte des chroniques régimentaires, des mémoires personnels, de la propagande de guerre et des manuels de campagne militaires et techniques.